# Alerta en el Fondo del Océano
Alerta en el Fondo del Océano es el decimonoveno episodio de la primera temporada de los Thunderbirds, serie de televisión de Gerry Anderson para Supermarionation fue el 22.º episodio producido. El episodio salió al aire primero en ATV Midlands el 3 de febrero de 1966. Fue escrito por Donald Robertson y dirigido por Desmond Saunders.

## Sinopsis
Un barco, el Pionero del Océano 1, ha desaparecido. Y simplemente después de que el Pionero del Océano se lanza, Brains descubre que su carga de alsterene líquido lo destina también al desastre. Incluso con un corte de comunicaciones misterioso que les impide a los Thunderbirds localizar el barco. En medio de una creciente radiación, la tripulación es rescatada finalmente, pero la nave explota.

## Argumento
El Pionero del Océano 1, un buque petrolero que contiene una carga de alsterene líquido muy combustible, está viajando a través del Mar Mediterráneo. El Capitán Johnson y el Comandante creen que este es el primer barco de lo que se volverá la flota más moderna en el mundo, necesitando solo una tripulación de tres. Collins, el tercer miembro, descubre que el reactor está sobrecargado y se ve obligado a controlarlo manualmente. La nave entra en una área de neblina, no mencionada en el informe del tiempo. De repente la nave explota sin ninguna razón aparente, sin quedar ningún pedazo del gran barco.
La muchedumbre se prepara para el lanzamiento del Pionero del Océano II al Puerto de Londres por Lady Penélope. Mientras Señor Worden la lleva a su posición, Parker disfruta una botella de champán, en el FAB 1, con otro chófer. Después de un discurso, Penélope tira otra botella en el Pionero del Océano II y resbala por una rampa al agua. Durante una entrevista con un reportero de Televisión ella confiesa que el golpe de la botella no fue tan grande como ella esperaba. Volviendo al FAB 1 ella encuentra a Parker borracho con el champán real que había cambiado; ¡era agua lo que golpeo la nave!
Penélope transmite por radio a Jeff para informarle que su búsqueda de la nave no ha encontrado ninguna señal de sabotaje, la botadura de la nave solo fue un escudo para realizar la revisión, y ella cree que la nave no está en ningún peligro. Jeff todavía está angustiado de que pudiera ocurrir un problema. John llama desde el Thunderbird 5 para informar que un hospital en Oahu, en el Océano Pacífico, ha sido golpeado por un tifón, poniendo en peligro a los pacientes. Scott parte inmediatamente y demanda que Virgil lo siga en el Thunderbird 2 con la Vaina 3 y Gordon.
Después, sin embargo, una interferencia está bloqueando cualquier llamada a los Thunderbirds 1, 2 y 5, dejando a Rescate Internacional vulnerable. Brains deduce que son las transmisiones a través del Thunderbird 5 eso es lo que está afectando, por lo que él y Alan viajan allá en el Thunderbird 3. Brains hace una grabación del ruido de la interferencia y John lo escolta de regreso a la Tierra y Alan toma su lugar en la estación espacial.
Cuando Jeff escucha que el Thunderbird 1 regresa a la Isla Tracy, acciona la apertura de la piscina. Scott informa que el rescate fue un éxito; solo el pabellón de enfermedades infecciosas del hospital se derrumbó y nadie estaba en él en ese momento. Cuando Jeff ve la hora de la última transmisión por televisión del Pionero del Océano II, el Thunderbird 2 aterriza. Después de que el Thunderbird 3 aterriza, Brains y Tin-Tin empiezan a experimentar con el ruido de la interferencia. El capitán del Pionero del Océano II ordena a su segundo al mando, poner la nave en automático con dirección al Mediterráneo.
Jeff llama al laboratorio dónde Brains ha descubierto la causa de la interferencia. Tin-Tin la paso por dos tubos de prueba, A y B, en una cámara adjunta. Cuando los brazos robóticos los sostienen, ellos bloquean las ondas radiofónicas en la frecuencia de Rescate Internacional causando el ruido de la interferencia. Finalmente ellos consiguen causar una explosión cerca. A es la carga de alsterene, del Pionero, mientras B es OD60, un hongo del mar encontrado en el Arroyo del Golfo usado para hacer comida para perros para la compañía de Allpets. Tin-Tin sugiere decirle a Penélope que verificara si alguien en el Mediterráneo podría ser, como ella el juez de una competición para Allpets. Mientras tanto el Pionero está entrando en un área de neblina e interferencia que bloquea todas las transmisiones de radio.
Penélope se encuentra al Señor Arthur, el director de Allpets. Después de prometerle guardar el secreto, él explica cómo transportar OD60 de la costa americana es demasiado caro y Allpets ha intentado desarrollar una colonia en el Mediterráneo pero no está seguro si ha florecido todavía. Penélope informa esto a la Isla Tracy pero Scott es incapaz de avisar a la nave. Comprendiendo que la tripulación no podrá realizar una llamada de auxilio, él sale en el Thunderbird 1 mientras Virgil y John se van en el Thunderbird 2.
En el Pionero del Océano II, el reactor está empezando a sobrecargarse y la velocidad de la nave está aumentando peligrosamente. El Teniente Jensen baja el escudo antirradiación y el capitán suena una sirena de riesgo de radiación. El reactor explota, dejando la mayoría de la nave ilesa. Sin embargo, la tripulación queda atrapada en el puente con el aire acondicionado cortado.
El Thunderbird 1 se acerca y Scott pilota hasta posarlo en la cubierta del Pionero. La tripulación está perdiendo la conciencia debido a la falta de oxígeno. En un traje protector, Scott está de pie fuera del puente e intenta enviar un mensaje a través de las paredes pero la tripulación está débil. Después de una larga búsqueda y ayuda de la navegación de Scott, Virgil puede localizar la nave en la niebla. John baja a cubierta desde el Thunderbird 2 en una escalera de mano, también con ropa protectora. Scott corta la puerta del puente. El agua está empezando a burbujear alarmantemente y Scott informa que ellos tienen razón sobre el OD60. Él resucita a la tripulación y la dirige a donde John está en un lugar para recogerlos en el Thunderbird 2. Después de aferrarse brevemente en el mástil, él baja la escalera de mano y aparta a la tripulación y a John a la seguridad. El Thunderbird 1 empieza a irse ya que las explosiones arrasan la cubierta. Hay una explosión colosal de repente y la nave entera se destruye.
Virgil y John están teniendo problemas para comunicarse con Scott y temen por su seguridad. De repente él informa por radio que ha escapado del destino del Pionero. De regreso en la Isla Tracy, John argumenta que ellos deben de haber intentado salvar al barco remolcándolo lejos. Jeff le recuerda que el propósito de Rescate Internacional es salvar vidas antes de regresar a su libro.

## Reparto

### Reparto de voz regular
- Jeff Tracy — Peter Dyneley
- Scott Tracy — Shane Rimmer
- Virgil Tracy — David Holliday
- Gordon Tracy - David Graham
- Alan Tracy — Matt Zimmerman
- John Tracy — Ray Barrett
- Tin-Tin Kyrano — Christine Finn
- Brains - David Graham
- Lady Penélope Creighton-Ward - Sylvia Anderson
- Aloysius "Nosey" Parker - David Graham
- Kyrano - David Graham

### Reparto de voz invitado
- Lord Worden - Peter Dyneley
- Capitán, Ocean Pioneer II - John Tate
- N.º 2, Ocean Pioneer II - David Graham
- Teniente Jensen - Matt Zimmerman
- Capitán Johnson - Ray Barrett
- Collins - David Graham
- Stevens - John Tate
- Comandante, Ocean Pioneer I - John Tate
- Sir Arthur - Ray Barrett
- Reportero de TV - Ray Barrett
- Testigo escocés - John Tate
- Pioneer Base, Puerto de Londres - Ray Barrett

## Equipo principal
Los vehículos y equipos vistos en el episodio son:
- Thunderbird 1
- Thunderbird 2 (llevando la Vaina 3)
- Thunderbird 3
- Thunderbird 5
- FAB 1
- Ocean Pioneer I
- Ocean Pioneer II